# Prêmio Kluge
O Prêmio John W. Kluge ou Prêmio Kluge para o estudo da humanidade é concedido a um estudioso por suas realizações nas ciências sociais e humanas, celebrando a importância da intelectualidade para o interesse público. 
During the years I have been associated with the Madison Council and the Library of Congress, I have seen how supplementary private sector resources can help propel an institution like the Library beyond its government-supported role to become a leader in education and scholarship. My hope is that this new award will build on these accomplishments and enhance the dialog between scholars and lawmakers to the benefit of our larger democratic society.— John W. Kluge

## Visão Geral
O prêmio é concedido pelo Centro John W. Kluge da Biblioteca do Congresso dos Estados Unidos. O prêmio reconhece no início do terceiro milênio a promessa que os Estados Unidos trouxeram ao mundo no final do segundo milênio pela demonstração de liderança nas ciências humanas e subsidiando-as em níveis sem precedentes na história do homem. O prêmio será concedido numa cerimônia no Great Hall of the Jefferson Building, com a participação de líderes políticos americanos para simbolizar o compromisso com tais áreas do saber humano. Os vencedores do prêmio ganharão um endereço, permanecendo em residência na Biblioteca do Congresso por um curto período, no qual interagirão informalmente com os membros do Congresso dos Estados Unidos.
Os membros do Conselho dos Estudiosos e os titulares das cadeiras estarão entre aqueles que oferecem recomendações para a Biblioteca do Congresso sobre os destinatários do Prêmio, tal como descrito na carta anexada do Centro John W. Kluge.
O Prêmio Kluge recompensa as realizações na vasta gama de disciplinas não abrangidas pelo Prêmio Nobel. Tais disciplinas incluem história, filosofia, política, antropologia, sociologia, religião, crítica de artes e humanidades, e também lingüística. O prêmio tem o mesmo nível financeiro daqueles concedidos pela Academia Nobel.
O prêmio é internacional; o destinatário pode ser de qualquer nacionalidade, escritor em qualquer língua. O principal critério para um destinatário do Prêmio Kluge é profunda realização intelectual nas ciências humanas. O conjunto da obra do destinatário deveria evidenciar crescimento na maturidade e abrangência com o passar dos anos. O destinatário terá demonstrado distinção incomum numa determinada área de pesquisa e em todas as disciplinas das ciências humanas. Significativamente, os escritos do destinatário deve ser, em grande parte, compreensível e importante para aqueles envolvidos em assuntos públicos.

## A Escolha do Vencedor
A fim de assegurar que seja o mais amplo possível o número de candidatos, em 2001, a Biblioteca do Congresso solicitou indicações de nomes para o prêmio para um amplo número de indivíduos com conhecimento sobre as ciências humanas e sociais em faculdades, universidades e instituições de pesquisa em todo o mundo, bem como de estudiosos e escritores independentes.
Em 2002, o bibliotecário da Biblioteca do Congresso convocou o Conselho de Estudiosos com vinte proeminentes nomes de todo o mundo para considerar o conjunto de candidaturas. O conselho havia sido criado para oferecer sugestões e conselhos sobre a escolha de estudiosos para estudar no John W. Kluge Center, da Biblioteca do Congresso.
Baseado em extensa pesquisa e outras recomendações, o diretor do Escritório de Programas Acadêmicos preparou uma lista de candidatos para a consideração do bibliotecário em 2003. Além da solicitação de inúmeros comentários de outros estudiosos, o bibliotecário convocou uma equipe especializada de curadores da Biblioteca para realizar pesquisa biográfica e bibliográfica extensa, bem como para recolher comentários publicados e discussões de trabalho de cada candidato, preparar resumos de traduções de artigos-chave a partir de material disponível somente em línguas estrangeiras, e fornecer uma breve caracterização e avaliação do corpus acadêmico dos candidatos.
Finalmente, os dossiês detalhados sobre cada candidato foram enviadas para os membros do Painel Final do Prêmio Kluge. Este painel encaminhou suas recomendações para o bibliotecário, que então tomou a decisão final.

## Fernando Henrique Cardoso
O bibliotecário do Congresso James H. Billington o concedeu o prêmio em 2012 a Fernando Henrique Cardoso pelo conjunto da obra no estudo da humanidade, considerando-o um dos principais estudiosos e profissionais de economia política na história recente da América Latina. Segundo Billington, sua análise científica das estruturas sociais do governo, as relações de economia e raça no Brasil lançou as bases intelectuais para a sua liderança como presidente na transformação do Brasil de uma ditadura militar com a inflação alta em uma democracia vibrante e mais inclusiva, com forte crescimento econômico.

Vencedores do Prêmio Kluge
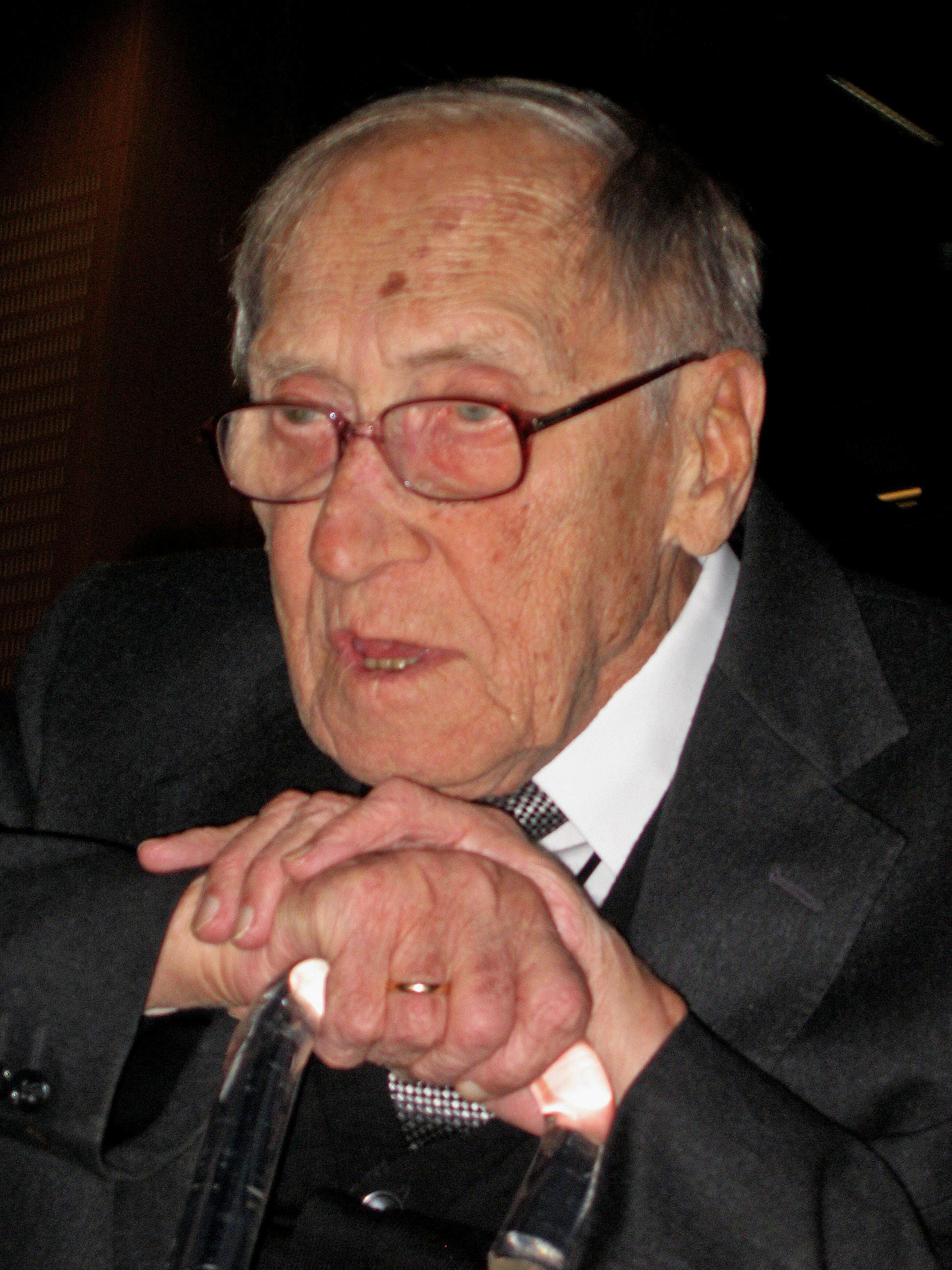
Leszek Kołakowski 2003
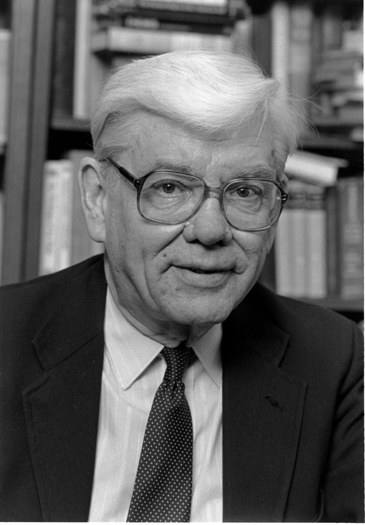
Jaroslav Pelikan 2004
Paul Ricoeur2004Paul Ricoeur 2004
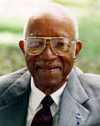
John Hope Franklin 2006
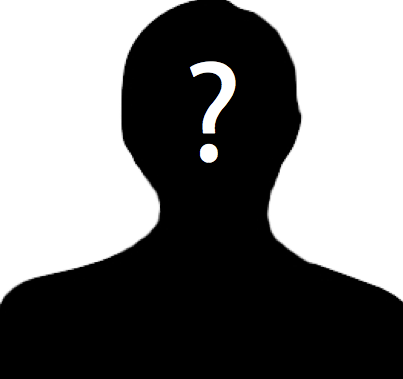
Yu Ying-shih 2006
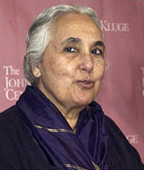
Romila Thapar 2008
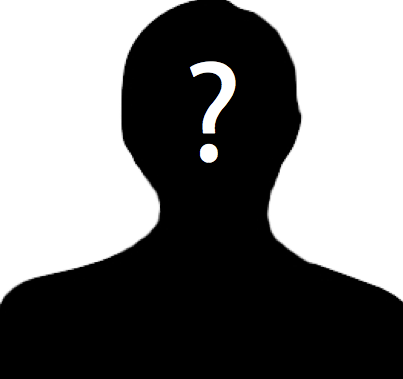
Peter Brown 2008
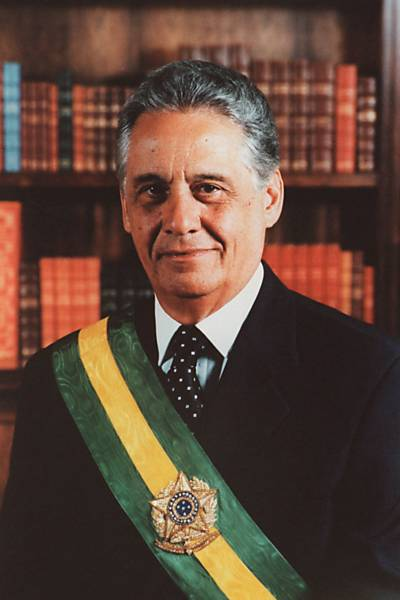
Fernando Henrique Cardoso 2012